# Jabloňovce
Jabloňovce és un poble i municipi d'Eslovàquia que es troba a la regió de Nitra, al sud-oest del país. La primera menció escrita de la vila es remunta al 1245.

## Demografia
| Godina             | 1994 | 2004    | 2014   | 2024   |
| ------------------ | ---- | ------- | ------ | ------ |
| Nombre de persones | 247  | 208     | 202    | 199    |
| Diferència         |      | −15,78% | −2,88% | −1,48% |

| Godina             | 2023 | 2024   |
| ------------------ | ---- | ------ |
| Nombre de persones | 205  | 199    |
| Diferència         |      | −2,92% |